# 大象金寶
大象金寶（1861年12月25日－1885年9月15日），為一隻大型非洲草原象，於1861年在蘇丹誕生，之後被引進至巴黎動物園，並於1865年轉調至倫敦動物園、1882年由美國馬戲團知名經紀人費尼爾司·泰勒·巴納姆收購。
金寶的名字「金寶」（Jumbo）已被普遍延伸成大尺寸的含意。

## 早期生活
金寶於1861年出生於法屬蘇丹，後被引入早期巴黎動物園所在的巴黎植物園，在巴黎的奧斯德利茲火車站附近。1865年金寶轉調至倫敦動物園，聲名大噪，成為觀光客熱愛的動物巨星，孩子們會騎在金寶身上留念。早期金寶沒有名字，倫敦動物園管理員以斯瓦希里語將牠取名為金寶(Jumbo)，有哈囉或酋長的含意。
金寶在維多利亞女王執政時期時常被引用為廣告代言，在用於宣傳造箭者胃藥的說明上寫著：「金寶餵嬰兒Castoria吃胃藥。從和藹的護士到生過孩子的淑女，每個母親都知道什麼對孩子是好的。當然，金寶也是，雖然他並不是個淑女，不過他仍然如此地餵養了壯碩的孩子。」
1882年時，美國馬戲團知名經紀人費尼爾司·泰勒·巴納姆收購了金寶，由「戲王之王」（玲玲馬戲團）擁有，花了高達一萬元美金之多。當巴納姆有意購入金寶時，曾有多達十萬個學生寫信向維多利亞女王請願要求拒絕售出金寶。
金寶在倫敦動物園測量時高約3.25公尺，不過在牠死後測量卻被宣稱身長4公尺。金寶於1885年9月15日死於加拿大安大略省聖湯瑪士的貨櫃堆積場車站，死因是遭受火車頭撞擊身亡。在其死後，金寶的胃裡被發現了一些一便士硬幣、五分鎳幣、一角硬幣、鑰匙以及鉚釘。根據塔夫斯大學的報告研究，金寶死前試圖解救一隻名為拇指湯姆的小象免於遭受火車撞擊，但卻犧牲了自己的生命。現在在聖湯瑪士設有金寶的紀念壁畫。

## 死後影響
大象金寶的骨骼死後被捐贈至位於美國紐約的美國自然歷史博物館，心臟則捐至美國康乃爾大學，至於象皮則被帶到威廉．克瑞奇利及卡爾．阿卡利的自然科學研究室。標本方面，則由巴納姆的馬戲團帶著巡迴旅行了數年，1889年開始由塔夫斯大學保有，但1975年卻慘遭祝融焚燬。焚燬後的14盎司灰燼至今仍由塔夫斯大學保存，為了紀念金寶的勇敢精神，大象成了塔夫斯大學重要的吉祥物，一直持續到今日。
一家遊樂場曾於後期展示出金寶的雕像，但卻被錯誤的描述成一隻亞洲象，但是實際上金寶是一隻非洲象。
當今英文的用法中，「金寶Jumbo」此名衍繹成「大的」或「極大」的意思，金寶熱狗（jumbo hot dog） 指的就是大熱狗，金寶噴射機（Jumbo Jet）其實指的是波音747。
華特迪士尼1941年發行的電影《小飛象》主角Dumbo的原型一般被認為是來自於金寶。